# Thibault Giresse
Thibault Giresse (Talence, 25 mei 1981) is een Frans voetbalcoach en voormalig voetballer. Hij is de zoon van Alain Giresse.

## Spelerscarrière
Giresse is een jeugdproduct van Toulouse FC. In het seizoen 1999/00 debuteerde hij in het B-elftal van de club, dat toen uitkwam in de CFA. In het seizoen 2001/02 maakte hij zijn opwachting in het eerste elftal, dat toen uitkwam in de Championnat National. Giresse promoveerde twee jaar op rij met Toulouse, waardoor hij vanaf het seizoen 2003/04 uitkwam in de Ligue 1. Daar was hij aanvankelijk wel geen vaste waarde meer, waarop de club hem in januari 2004 een half seizoen uitleende aan tweedeklasser Le Havre AC.
Na zijn uitleenbeurt werd Giresse aanvankelijk weer een basispion bij Toulouse, maar toen hij opnieuw zijn plaats verloor trok hij in 2006 naar tweedeklasser Amiens SC. Daar was hij drie seizoenen lang een vaste waarde, maar toen de club in 2009 naar de Championnat National zakte tekende hij bij EA Guingamp. Als regerende Coupe de France-houder mocht de tweedeklasser in de play-offronde van de Europa League uitkomen tegen Hamburger SV, maar Guingamp slaagde er niet in om zich te plaatsen voor de groepsfase. Op het einde van het seizoen 2009/10 zakte de club zelfs naar de Championnat National. Ditmaal bleef Giresse wél aan boord, en na een jaar staat de club weer in de Ligue 2. Giresse werd in het seizoen 2010/11 topschutter van de Championnat National met 21 goals. op het einde van het seizoen werd hij, samen met onder andere Jan Koller, ook opgenomen in het type-elftal van het seizoen.
Giresse promoveerde in 2013 naar de Ligue 1 met Guingamp. Een jaar later won hij met de club de Coupe de France, 28 jaar nadat zijn vader Alain hetzelfde deed met Girondins de Bordeaux. In de halve finale tegen AS Monaco droeg Giresse een aardig steentje bij tot de kwalificatie voor de finale: nadat hij in de 109e minuut inviel voor Steeven Langil bij een 1-1-tussenstand, gaf hij de assist voor zowel de 2-1 van Fatih Atik als de 3-1 van Mustapha Yatabaré. Giresse sloot zijn spelerscarrière in 2018 af bij Guingamp.
1 Johnsson ·
2 Ikoko ·
4 Koita ·
5 Rebocho ·
6 Phiri ·
7 Blas ·
8 Deaux ·
10 Benezet ·
11 Thuram ·
12 Ngbakoto ·
14 Julan ·
15 Sorbon ·
16 Caillard ·
18 Fofana ·
20 Eboa Eboa ·
22 Didot ·
23 Rodelin ·
24 Coco ·
25 Traoré ·
26 Roux ·
27 Tabanou ·
29 Kerbrat  ·
30 Petrić ·
Coach: Gourvennec